# 西貝尚子
西貝 尚子（にしがい なおこ、1969年1月22日 - ）は、日本の元女子サッカー選手。元サッカー日本女子代表。現役時代のポジションはゴールキーパー。

## 来歴
日興證券女子サッカー部ドリームレディースでプレー。1996年からリーグ3連覇を果たし、1998年には自身もベストイレブンに選出された。しかし、1998年の終わりにチームが廃部、OKI FC Windsに移籍した。しかし、OKI FCも1999年に廃部、1年で退団となった。
サッカー日本女子代表では、1999年5月2日、30歳の時にアメリカ合衆国代表との試合でデビューした。しかし、試合は0-7で敗れた。その後、6月3日の韓国代表との試合にも出場、3-2で勝利した。また、1999 FIFA女子ワールドカップのメンバーにも選出された（試合出場は無し）。日本代表での出場は前述の2試合のみだった。

## 代表歴
- 1999年5月2日 - A代表初出場 - アメリカ合衆国戦

### 出場大会など
- 1999 FIFA女子ワールドカップ

### 試合数
- 国際Aマッチ 2試合（1999）

| 日本代表 | 国際Aマッチ | 国際Aマッチ |
| 年       | 出場        | 得点        |
| -------- | ----------- | ----------- |
| 1999     | 2           | 0           |
| 通算     | 2           | 0           |

### 出場
| # | 開催日         | 開催地       | 会場                       | 相手           | 結果 | 監督   | 大会         |
| - | -------------- | ------------ | -------------------------- | -------------- | ---- | ------ | ------------ |
| 1 | 1999年05月02日 | カールストン |                            | アメリカ合衆国 | ●0-7 | 宮内聡 | 国際親善試合 |
| 2 | 1999年06月03日 | 東京都       | 国立霞ヶ丘競技場陸上競技場 | 韓国           | ○3-2 | 宮内聡 | キリンカップ |